# عبد العزيز بن ثاني آل ثاني
الشيخ عبدالعزيز بن ثاني بن خالد آل ثاني (ولد في 31 أغسطس 1976) هو عضو في الأسرة الحاكمة القطرية. يشغل حاليًا منصب الرئيس التنفيذي المؤسسة القطرية للإعلام (QMC).

## النشأة والتعليم
يدرس حاليًا الدكتوراه في أكاديمية جوعان بن جاسم للدراسات الدفاعية. حصل على درجة الماجستير الأكاديمية في دراسات الدفاع والأمن من أكاديمية جوعان بن جاسم للدراسات الدفاعية. تخرج الشيخ عبدالعزيز في عام 2001 بدرجة البكالوريوس في إدارة الأعمال مع تخصص في نظم المعلومات من الجامعة الأميركية في واشنطن العاصمة.

## المسيرة المهنية
شغل منصب رئيس التوظيف في قطر للطاقة من عام 2006 حتى 2012.
كما شغل عددًا من المناصب الإدارية بما في ذلك مدير تلفزيون قطر من 2013 إلى 2021.
في أكتوبر 2021 تم تعيين الشيخ عبدالعزيز بن ثاني بن خالد آل ثاني كرئيس تنفيذي المؤسسة القطرية للإعلام.
أشرف الشيخ عبدالعزيز آل ثاني على تغطية مؤسسة قطر للإعلام لكأس العالم فيفا 2022 في قطر. كما ترأس حفل تكريم الموظفين خلال احتفال اليوم الوطني ونهاية كأس العالم فيفا قطر 2022.
في أغسطس 2022 بدأ مشروع "الإعلام المتجدد" لجذب الناس للعمل في التلفزيون في مؤسسة قطر للإعلام.